# Nascar Craftsman Truck Series 2007
Nascar Craftsman Truck Series 2007 vanns av Ron Hornaday.

## Delsegrare
| Bana          | Vinnare       |
| ------------- | ------------- |
| Daytona       | Jack Sprague  |
| Fontana       | Mike Skinner  |
| Atlanta       | Mike Skinner  |
| Martinsville  | Mike Skinner  |
| Kansas        | Erik Darnell  |
| Charlotte     | Ron Hornaday  |
| Mansfield     | Dennis Setzer |
| Dover         | Ron Hornaday  |
| Texas         | Todd Bodine   |
| Michigan      | Travis Kvapil |
| Milwaukee     | Johnny Benson |
| Memphis       | Travis Kvapil |
| Kentucky      | Mike Skinner  |
| O'Reilly      | Ron Hornaday  |
| Nashville     | Travis Kvapil |
| Bristol       | Johnny Benson |
| Gateway       | Johnny Benson |
| New Hampshire | Ron Hornaday  |
| Las Vegas     | Travis Kvapil |
| Talladega     | Todd Bodine   |
| Martinsville  | Mike Skinner  |
| Atlanta       | Kyle Busch    |
| Texas         | Ted Musgrave  |
| Phoenix       | Kyle Busch    |
| Homestead     | Johnny Benson |

## Slutställning
| Plats | Förare        | Poäng |
| ----- | ------------- | ----- |
| 1     | Ron Hornaday  | 3982  |
| 2     | Mike Skinner  | 3928  |
| 3     | Johnny Benson | 3607  |
| 4     | Travis Kvapil | 3536  |
| 5     | Todd Bodine   | 3525  |
| 6     | Rick Crawford | 3523  |
| 7     | Ted Musgrave  | 3233  |
| 8     | Matt Crafton  | 3060  |
| 9     | Jack Sprague  | 3001  |
| 10    | David Starr   | 2921  |